# Lurasidon
Lurasidon  (Handelsname: Latuda) ist ein Arzneistoff, der zur Behandlung der Schizophrenie sowie depressiver Phasen im Rahmen bipolarer Störungen angezeigt ist. Die Substanz ist ein atypisches Neuroleptikum und wurde durch die japanische Firma Dainippon Sumitomo Pharma entwickelt.
Die antipsychotische Wirkung von Lurasidon soll auf einer Blockade von D2- und 5-HT2A-Rezeptoren beruhen. Im Tierexperiment konnte Lurasidon die negativen Auswirkungen des NMDA-Hemmstoffs MK-801 auf Gedächtnis und Lernfähigkeit von Ratten rückgängig machen. Der Branchendienst Datamonitor sieht Lurasidon als eine weitere Variante atypischer Neuroleptika mit begrenztem therapeutischen Zusatznutzen.
Latuda ist seit 2010 in den USA und seit März 2014 in der EU zugelassen. Mitte 2005 hatte Dainippon Sumitomo Lurasidon an die US-amerikanische MSD Sharp & Dohme auslizenziert. Merck zog sich jedoch schon 2006 wieder aus der Zusammenarbeit zurück. Danach führte Dainippon Sumitomo die Entwicklung wieder selbst durch. In Deutschland wurde Lurasidon im März 2015 wieder vom Markt genommen.